# Horní Těšice
Horní Těšice (en allemand : Ober Tieschitz) est une commune du district de Přerov, dans la région d'Olomouc, en République tchèque. La population s'élevait à 155 habitants en 2020.

## Géographie
Horní Těšice se trouve à 8 km au sud-est de Hranice, à 25 km à l'est-nord-est de Přerov, à 41 km à l'est-sud-est d'Olomouc et à 250 km à l'est-sud-est de Prague.
La commune est limitée par Skalička au nord et au nord-est, par Dolní Těšice à l'est, par Kelč et Rouské au sud, et par Malhotice et Ústí à l'ouest.

## Histoire
La première mention écrite de la localité date de 1131.